# Draft NBA 1999
Il Draft NBA 1999 si è svolto il 30 giugno 1999 al MCI Center di Washington, Maryland.
Questo draft è ricordato per una delle più famose draft steal (ossia la selezione di un giocatore che, dopo essere stato ignorato da molte squadre e scelto tra gli ultimi, si dimostrerà un punto di forza della franchigia che lo sceglierà) della storia del basket statunitense: Emanuel Ginóbili venne selezionato dai San Antonio Spurs come 57ª scelta, rivelandosi un futuro all-star e pluricampione NBA.

## Giocatori scelti al 1º giro
|   | Indica un giocatore che è stato inserito nella Naismith Memorial Basketball Hall of Fame                 |
|   | Indica un giocatore che è stato selezionato per almeno un All-Star Game ed è inserito in un All-NBA Team |
|   | Indica un giocatore che è stato selezionato per almeno un All-Star Game                                  |
| * | Indica il giocatore che ha vinto il titolo di Rookie of the Year                                         |
|   | Indica un giocatore che non ha mai giocato una partita in NBA                                            |

| Scelta | Giocatore                | Nazionalità          | Squadra NBA                                                     | Scuola/ex squadra            |
| ------ | ------------------------ | -------------------- | --------------------------------------------------------------- | ---------------------------- |
| 1      | Elton Brand * (PF)       | Stati Uniti          | Chicago Bulls                                                   | Duke                         |
| 2      | Steve Francis * (G)      | Stati Uniti          | Memphis Grizzlies                                               | Maryland                     |
| 3      | Baron Davis (PG)         | Stati Uniti          | New Orleans Hornets                                             | UCLA                         |
| 4      | Lamar Odom (F)           | Stati Uniti          | Los Angeles Clippers                                            | Rhode Island                 |
| 5      | Jonathan Bender (F)      | Stati Uniti          | Toronto Raptors (da Denver, ceduto a Indiana per Antonio Davis) | Picayune H.S. (Picayune, MS) |
| 6      | Wally Szczerbiak (SF)    | Stati Uniti          | Minnesota Timberwolves (da New Jersey)                          | Miami (OH)                   |
| 7      | Richard Hamilton (SG)    | Stati Uniti          | Washington Wizards                                              | Connecticut                  |
| 8      | Andre Miller (PG)        | Stati Uniti          | Cleveland Cavaliers (da Boston)                                 | Utah                         |
| 9      | Shawn Marion (F)         | Stati Uniti          | Phoenix Suns (da Dallas)                                        | UNLV                         |
| 10     | Jason Terry (G)          | Stati Uniti          | Golden State Warriors (ceduto a Atlanta)                        | Arizona                      |
| 11     | Trajan Langdon (SG)      | Stati Uniti          | Cleveland Cavaliers                                             | Duke                         |
| 12     | Aleksandar Radojević (C) | Jugoslavia           | Toronto Raptors                                                 | Barton County C.C. (Kansas)  |
| 13     | Corey Maggette (SG/SF)   | Stati Uniti          | Seattle SuperSonics                                             | Duke                         |
| 14     | William Avery (PG)       | Stati Uniti          | Minnesota Timberwolves                                          | Duke                         |
| 15     | Frédéric Weis (C)        | Francia              | New York Knicks                                                 | Limoges (Francia)            |
| 16     | Ron Artest (SF)          | Stati Uniti          | Chicago Bulls (da Phoenix)                                      | St. John's                   |
| 17     | Cal Bowdler (PF)         | Stati Uniti/ Irlanda | Atlanta Hawks (da Sacramento)                                   | Old Dominion                 |
| 18     | James Posey (SG/SF)      | Stati Uniti          | Denver Nuggets (da Milwaukee via Phoenix)                       | Xavier (OH)                  |
| 19     | Quincy Lewis (SF)        | Stati Uniti          | Utah Jazz (da Philadelphia)                                     | Minnesota                    |
| 20     | Dion Glover (SG)         | Stati Uniti          | Atlanta Hawks (da Detroit)                                      | Georgia Tech                 |
| 21     | Jeff Foster (PF/C)       | Stati Uniti          | Atlanta Hawks (ceduto a Golden State)                           | Southwest Texas State        |
| 22     | Kenny Thomas (PF)        | Stati Uniti          | Houston Rockets                                                 | New Mexico                   |
| 23     | Devean George (SF)       | Stati Uniti          | Los Angeles Lakers                                              | Augsburg                     |
| 24     | Andrej Kirilenko (F)     | Russia               | Utah Jazz (da Orlando)                                          | CSKA Mosca (Russia)          |
| 25     | Tim James (SF)           | Stati Uniti          | Miami Heat                                                      | Miami (FL)                   |
| 26     | Vonteego Cummings (PG)   | Stati Uniti          | Indiana Pacers                                                  | Pittsburgh                   |
| 27     | Jumaine Jones (SF)       | Stati Uniti          | Atlanta Hawks (da Portland via Detroit)                         | Georgia                      |
| 28     | Scott Padgett (PF)       | Stati Uniti          | Utah Jazz                                                       | Kentucky                     |
| 29     | Leon Smith (PF)          | Stati Uniti          | San Antonio Spurs                                               | Martin Luther King H.S.      |

## Giocatori scelti al 2º giro
| Scelta | Giocatore             | Nazionalità | Squadra NBA                            | Scuola/ex squadra              |
| ------ | --------------------- | ----------- | -------------------------------------- | ------------------------------ |
| 30     | John Celestand (PG)   | Stati Uniti | Los Angeles Lakers (da Vancouver)      | Villanova                      |
| 31     | Rico Hill (F)         | Stati Uniti | Los Angeles Clippers                   | Illinois State                 |
| 32     | Michael Ruffin (PF)   | Stati Uniti | Chicago Bulls                          | Tulsa                          |
| 33     | Chris Herren (G)      | Stati Uniti | Denver Nuggets                         | Fresno State                   |
| 34     | Evan Eschmeyer (C)    | Stati Uniti | New Jersey Nets                        | Northwestern                   |
| 35     | Calvin Booth (C)      | Stati Uniti | Washington Wizards                     | Penn State                     |
| 36     | Wang Zhizhi (C)       | Cina        | Dallas Mavericks                       | Bayi Rockets (Cina)            |
| 37     | Obinna Ekezie (C)     | Nigeria     | Vancouver Grizzlies (da Boston)        | Maryland                       |
| 38     | Laron Profit (SG/SF)  | Stati Uniti | Orlando Magic (da Golden State)        | Maryland                       |
| 39     | A.J. Bramlett (C)     | Stati Uniti | Cleveland Cavaliers                    | Arizona                        |
| 40     | Gordan Giriček (SG)   | Croazia     | Dallas Mavericks (da Toronto)          | Cibona Zagabria (Croazia)      |
| 41     | Francisco Elson (PF)  | Paesi Bassi | Denver Nuggets (da Seattle)            | California                     |
| 42     | Louis Bullock (G)     | Stati Uniti | Minnesota Timberwolves                 | Michigan                       |
| 43     | Lee Nailon (SF)       | Stati Uniti | Charlotte Hornets                      | Texas Christian                |
| 44     | Tyrone Washington (C) | Stati Uniti | Houston Rockets (da Phoenix)           | Mississippi State              |
| 45     | Ryan Robertson (G)    | Stati Uniti | Sacramento Kings                       | Kansas                         |
| 46     | J.R. Koch (F)         | Stati Uniti | New York Knicks                        | Iowa                           |
| 47     | Todd MacCulloch (C)   | Canada      | Philadelphia 76ers                     | Washington                     |
| 48     | Galen Young (G)       | Stati Uniti | Milwaukee Bucks                        | UNC Charlotte                  |
| 49     | Lari Ketner (C)       | Stati Uniti | Chicago Bulls (da Detroit via Atlanta) | Massachusetts                  |
| 50     | Venson Hamilton (C)   | Stati Uniti | Houston Rockets                        | Nebraska                       |
| 51     | Antwain Smith (F)     | Stati Uniti | Vancouver Grizzlies (da L.A. Lakers)   | St. Paul's (VA)                |
| 52     | Roberto Bergersen (G) | Stati Uniti | Atlanta Hawks                          | Boise State                    |
| 53     | Rodney Buford (SG)    | Stati Uniti | Miami Heat                             | Creighton                      |
| 54     | Melvin Levett (G)     | Stati Uniti | Detroit Pistons (da Indiana)           | Cincinnati                     |
| 55     | Kris Clack (G)        | Stati Uniti | Boston Celtics (da Orlando via Denver) | Texas                          |
| 56     | Tim Young (C)         | Stati Uniti | Golden State Warriors (da Portland)    | Stanford                       |
| 57     | Emanuel Ginóbili (SG) | Argentina   | San Antonio Spurs                      | Viola Reggio Calabria (Italia) |
| 58     | Eddie Lucas (G)       | Stati Uniti | Utah Jazz                              | Virginia Tech                  |